# Tadepalligudem
Tadepalligudem, en télougou : తాడేపల్లిగూడెం, est une ville du district du Godavari occidental, dans l'État de l'Andhra Pradesh, en Inde. Selon le recensement de l'Inde de 2011, elle compte une population de 104 032 habitants.